# Cementerio de San Juan (Badajoz)
El cementerio de San Juan de Badajoz (España), también llamado Cementerio Viejo, fue inaugurado a las dos de la tarde del día 8 de diciembre de 1839, bendiciéndose en su posición actual, en el descenso del cerro del Viento. En la actualidad es el mayor cementerio de Badajoz y de Extremadura con más de 60 000 enterramientos.

## Historia

### Guerra Civil
Al iniciarse la guerra civil española, el cementerio de San Juan fue escenario de uno de los capítulos más sangrientos de toda la contienda. Tras la toma de la ciudad por parte de las tropas sublevadas, el 14 de agosto de 1936, se desencadenó una enorme represión que costó la vida (según la mayoría de las versiones) a unos 4000 partidarios de la Segunda República Española, que fueron fusilados en distintos puntos de la ciudad y posteriormente incinerados y depositados en fosas comunes en las inmediaciones del camposanto. Este suceso, conocido como la masacre de Badajoz tuvo una enorme repercusión nacional e internacional, debido a la presencia de varios periodistas en la ciudad.

### Actualidad
En la actualidad, el cementerio de San Juan de es el mayor cementerio de la ciudad de Badajoz y de Extremadura con más de 60 000 enterramientos. Además de éste, denominado Cementerio Viejo, la ciudad cuenta con el cementerio de Nuestra Señora de la Soledad, también llamado Cementerio Nuevo, con más 8000 enterramientos.
Ambos cementerios cuentan con puntos de información multimedia (PIM). Los PIM permiten localizar los enterramientos con solo introducir nombre y apellidos del difunto. Los usuarios puede obtener la fecha de inhumación o exhumación, la zona, el departamento, la calle, el número de enterramiento y si es nicho, tumba o panteón. Además, hay un plano en el que se indica la zona buscada. El usuario, mientras se utiliza el PIM, puede escuchar el Ave verum, de Mozart, y cuando la pantalla está en espera muestra fotos e imágenes de la ciudad. Badajoz es pionera en realizar esta adecuación y ha contado únicamente con empresas extremeñas con sede en Badajoz, MC Informáticos y Csystem son las dos empresas que con el ayuntamiento se han encargado de ello
El cementerio municipal de San Juan, dejará de estar aislado y será absorbido por el crecimiento de esa zona. Por eso, una vez comprobado que los pacenses no quieren que se cierre ni que desaparezca, el consistorio proyecta adaptarlo para que quede acorde con el entorno urbano. Para ello se ha pensado cambiar el cerramiento que existe desde que se levantó en 1839 y en sus sucesivas ampliaciones, y se rodeará de un cinturón verde con árboles y jardines que permita mantener el recogimiento que requiere el lugar. En el cementerio de San Juan ya no hay nichos libres, todos están vendidos, de ahí al auge de la población mortuoria en el segundo cementerio de la ciudad, que fue inaugurado el 17 de octubre de 1983.

## Personajes ilustres
- José María López y Rastrollo (1798-1866), alcalde de Badajoz durante la inauguración del Cementerio de Badajoz en 1839.
- Horacio Justo Perry Eduards (????-1891), primer secretario de la Embajada de los Estados Unidos en España y esposo de Carolina Coronado.
- Tomás Romero de Castilla (1833-1910), teólogo, catedrático y director del Museo Arqueológico Provincial de Badajoz.
- Carolina Coronado (1820-1911), escritora del Romanticismo.
- Nicolás de Pablo (1897-1936), diputado socialista por Badajoz durante la II República Española fusilado en la guerra civil española durante la Masacre de Badajoz.
- Sinforiano Madroñero (1901-1936), alcalde socialista de Badajoz fusilado en la guerra civil española durante la Masacre de Badajoz.
- Ricardo Carapeto Zambrano (1868-1941), alcalde de Badajoz.
- José López Prudencio (1870-1949), ensayista y crítico, defensor de la identidad extremeña.
- Adelardo Covarsí (1885-1951), pintor.
- Antonio Masa Campos (1896-1968), alcalde de Badajoz (1944-1954).
- Luis Álvarez Lencero (1923-1983), poeta, escultor y pintor.
- Ricardo Carapeto Burgos (1901-1984), alcalde de Badajoz (1954-1961).
- Carmelo Solís Rodríguez (1935-2001), fundador del coro y director del Conservatorio de Música de Badajoz.
- Félix Lopo, alcalde de Badajoz.